# Chamerolles (grad)
'Chamerolles (francosko Château de Chamerolles) je renesančni grad pri Chilleurs-aux-Bois, departma Loiret, Francija. Sodi v sklop gradov v dolini reke Loare, ki so družno zaščiteni kot Unescova svetovna dediščina. 
Grad ima tri krila v obliki črke U z okroglimi vogalnimi stolpi, prednja sta nižja kot zadnja. Desni prednji stolp ima na strehi svetlobnik. Dohod vodi skozi samostoječ širok štirikotni stolp, najvišji v gradu, z vogalnimi stolpiči. Zunanjost gradu je preprosta: okna so majhna in redka, okrašeno je le najvišje osrednje okno nad vhodom, zid je iz belega kamna in streha siva. Notranje dvorišče z vodnjakom krasi opečna fasada v vzorcu kare, kamniti šivani robi (vzorec se ponovi okoli oken) in okrasje nad frčadami. Ludvik XII. je dal postaviti galerijo po zgledu Bloisa in dela je nadziral tamkajšnji gospod, Lancelot du Lac. Grad obdaja zidec z umetelnimi železnimi vhodnimi vrati. Renesančni vrtovi so obnovljeni. 

## Galerija
- Notranje dvorišče
- Vrtovi
- Vhod
- Vrtovi
- Vrtovi